# Manchester (Tennessee)
Manchester es una ciudad situada en el condado de Coffee, Tennessee, Estados Unidos. Tiene una población estimada, a mediados de 2023, de 13 272 habitantes.
Es la sede del condado.
La localidad es sede del famoso Festival de Bonnaroo, un evento anual de cuatro días que ha atraído a músicos de primer nivel durante décadas, como Paul McCartney, Bob Dylan, The Flaming Lips, Radiohead, Neil Young, entre otros.
En 2020, durante la pandemia originada por el COVID-19, el alcalde Lonnie Norman, de larga trayectoria en el cargo, falleció a raíz de complicaciones derivadas de la enfermedad. Lo sucedió en el cargo en forma interina Marilyn Howard, quien luego fue reelecta para el período 2022-2024. En febrero de 2024, Howard anunció que no buscaría la reelección por un nuevo período en las elecciones del 1 de agosto de 2024.

## Geografía
La localidad está ubicada en las coordenadas 35°27′51″N 86°04′22″O / 35.46417, -86.07278 (35.464125, -86.072895). Según la Oficina del Censo, tiene una superficie total de 39.79 km², de los cuales 39.73 km² corresponden a tierra firme y 0.06 km² están cubiertos de agua.

## Demografía

### Censo de 2020
Según el censo de 2020, en ese momento la localidad tenía una población de 12 212 habitantes. La densidad de población era de 307.37 hab./km²
| Raza                   | Núm. | Porc.  |
| ---------------------- | ---- | ------ |
| Blancos                | 9831 | 80.50% |
| Afroamericanos         | 484  | 3.96%  |
| Amerindios             | 75   | 0.61%  |
| Asiáticos              | 215  | 1.76%  |
| Isleños del Pacífico   | 6    | 0.05%  |
| De otras razas         | 653  | 5.35%  |
| De una mezcla de razas | 948  | 7.76%  |

Del total de la población, el 10.43% eran hispanos o latinos de cualquier raza.